# Sepp Autrith
Sepp (Josef) Autrith (* 29. Februar 1896 in Hadres; † 30. Dezember 1934 in Krems an der Donau) war ein österreichischer Gemüsehändler und Politiker (NSDAP). Autrith war von 1932 bis 1933 Abgeordneter zum Landtag von Niederösterreich.

## Leben
Autrith besuchte das Knabenseminar Hollabrunn und legte die Externistenmatura in Klosterneuburg ab. Er diente im Ersten Weltkrieg und erlitt im Kampf eine schwere Kopfverletzung. Danach war er als Gemüsehändler in Krems tätig.

## Politik
Autrith trat zum 2. Oktober 1930 der NSDAP bei (Mitgliedsnummer 198.885) und vertrat die Partei zwischen dem 21. Mai 1932 und dem 23. Juni 1933 im Niederösterreichischen Landtag. Dort fiel Autrith vor allem als Unruhestifter durch zahlreiche bedenkliche Zwischenrufe auf. 